# 帗舞
帗舞是中国古代舞蹈之一。乐府诗集中说：“帗舞者，析五彩缯，若汉灵星舞子所持是也。”指舞者手執五彩絲綢製成挑在竿上的舞具而舞，用來祭祀社稷。
《周礼》有记载：“凡祭祀百物之神，鼓兵舞帗舞者”（地官司徒）；“凡舞，有帗舞，有羽舞，有皇舞，有旄舞，有干舞，有人舞”（春官宗伯）。